# Kirk Broadfoot
Kirk Broadfoot (Irvine, 8 agosto 1984) è un calciatore scozzese, difensore del Kelty Hearts.

## Caratteristiche tecniche
È un difensore centrale.

## Carriera

### Club
Cresciuto calcisticamente nell'Ayr Valspar, una squadra della contea dell'Ayrshire, dalla quale Broadfoot proviene, questi firmò il suo primo contratto da professionista con il St. Mirren, squadra con la quale raggiunse il suo vertice professionale alla fine della stagione 2005-2006, quando guadagnò la promozione in Scottish Premier League.
La sua carriera rischiò di avere un precoce e brusco arresto quando, alla fine del 2004, Broadfoot fu rinviato a giudizio per aggressione e condannato a un anno di libertà vigilata, 200 ore di servizio sociale e 750 sterline di ammenda.
Nel marzo 2007 si è accordato con i Rangers con un precontratto, a cui è seguito l'ingaggio nell'estate successiva. Dal luglio 2007, quindi, Kirk Broadfoot è un giocatore della squadra di Glasgow.
Il 14 settembre 2010, durante il match di UEFA Champions League tra Manchester United e Rangers, Broadfoot è protagonista di uno sfortunato e spiacevole episodio. Durante un contrasto, apparentemente innocuo e assolutamente non volto a far del male, il suo corpo frana sulla gamba del giocatore dello United Antonio Valencia, provocandogli la frattura di tibia e perone.
Nel 2012 firma un contratto annuale col Blackpool, formazione della Championship inglese, lasciando dunque i Rangers, dopo i 5 anni dove ha vinto anche 3 titoli nazionali scozzesi.

### Nazionale
Ha giocato nella nazionale scozzese Under-21.
Broadfoot vanta 4 presenze e 1 gol nella nazionale scozzese, ed è stato anche utilizzato per la Scozia B, selezione con la quale ha esordito il 14 novembre 2006 contro i pari categoria dell'Irlanda del Nord di pari categoria.

## Statistiche

### Cronologia presenze e reti in nazionale
| Cronologia completa delle presenze e delle reti in nazionale ― Scozia | Cronologia completa delle presenze e delle reti in nazionale ― Scozia | Cronologia completa delle presenze e delle reti in nazionale ― Scozia | Cronologia completa delle presenze e delle reti in nazionale ― Scozia | Cronologia completa delle presenze e delle reti in nazionale ― Scozia | Cronologia completa delle presenze e delle reti in nazionale ― Scozia | Cronologia completa delle presenze e delle reti in nazionale ― Scozia | Cronologia completa delle presenze e delle reti in nazionale ― Scozia |
| Data                                                                  | Città                                                                 | In casa                                                               | Risultato                                                             | Ospiti                                                                | Competizione                                                          | Reti                                                                  | Note                                                                  |
| --------------------------------------------------------------------- | --------------------------------------------------------------------- | --------------------------------------------------------------------- | --------------------------------------------------------------------- | --------------------------------------------------------------------- | --------------------------------------------------------------------- | --------------------------------------------------------------------- | --------------------------------------------------------------------- |
| 10-9-2008                                                             | Reykjavík                                                             | Islanda                                                               | 1 – 2                                                                 | Scozia                                                                | Qual. Mondiali 2010                                                   | 1                                                                     | 12’                                                                   |
| 11-10-2008                                                            | Glasgow                                                               | Scozia                                                                | 0 – 0                                                                 | Norvegia                                                              | Qual. Mondiali 2010                                                   | -                                                                     |                                                                       |
| 19-11-2008                                                            | Glasgow                                                               | Scozia                                                                | 0 – 1                                                                 | Argentina                                                             | Amichevole                                                            | -                                                                     |                                                                       |
| 11-8-2010                                                             | Stoccolma                                                             | Svezia                                                                | 3 – 0                                                                 | Scozia                                                                | Amichevole                                                            | -                                                                     | 64’                                                                   |
| Totale                                                                |                                                                       | Presenze                                                              | 4                                                                     |                                                                       | Reti                                                                  | 1                                                                     |                                                                       |

## Palmarès

### Club

#### Competizioni nazionali
- Coppa di Lega scozzese: 3

Rangers: 2007-2008, 2009-2010, 2010-2011
- Coppa di Scozia: 2

Rangers: 2007-2008, 2008-2009
- Campionato scozzese: 3

Rangers: 2008-2009, 2009-2010, 2010-2011